# Stow Longa
Stow Longa è un villaggio e parrocchia civile dell'Inghilterra, appartenente alla contea del Cambridgeshire.